# Kannabiciklol
A kannabiciklol (CBL) egy nem pszichedelikus kannabinoid, mely Cannabis fajokban található. A CBL a kannabinolhoz hasonlóan bomlási termék. A  kannabikromén fény hatására CBL-lé alakul.
A Cannabisban található CBL álmosságot okoz.
A Cannabis indica faj több CBL-t tartalmat, mint a  Cannabis sativa fajok.